# Zamia lucayana
Zamia lucayana — вид голонасінних рослин класу Саговникоподібні (Cycadopsida).

## Поширення, екологія
Цей вид зустрічається на південно-східній частині Лонг-Айленда на Багамах. Цей вид росте у піщаних прибережних хащах. Рослини перебувають у вапняку та піску близько 91 метрів від моря. Все населення перебуває під прямим сонячним світлом. 

## Загрози та охорона
Два з трьох сфотографованих субпопуляцій є придорожніми субпопуляціями з легким публічним доступом; вони знаходяться в небезпеці бути усуненими за рахунок розширення доріг, підсічно-вогневого землеробства.